# Lamproscatella aklavik
Lamproscatella aklavik är en tvåvingeart som beskrevs av Wayne N. Mathis 1979. Lamproscatella aklavik ingår i släktet Lamproscatella och familjen vattenflugor.
Artens utbredningsområde är Northwest Territories, Kanada. Inga underarter finns listade i Catalogue of Life.